# Одіша
Одіша (орія ଓଡ଼ିଶା, санскр. उड़ीसा, англ. Odisha) (до 2011 року — Орісса) — штат на південному сході Індії.
 Столиця — місто Бхубанешвар.

## Географія
На узбережжі Індійського океану практично відсутні зручні місця для портів, за винятком Парадіпа. Побережна смуга і дельта річки Маханаді відрізняються винятково високою родючістю. В умовах регулярних і рясних дощів збираються два врожаї на рік.

## Історія
Керувався Англією у 1803-1912 як частина Бенгалії, приєднався до Біхару, щоб стати провінцією. У 1936 Орісса стала окремою провінцією, у 1948-49 територія подвоїлася після одержання статусу штату.

## Культура
Штат відомий своїми храмовимі комплексами — насамперед такими, як Конарк, Пурі і Бхубанешвар.

## Економіка
Виробляється: рис, пшениця, олійні культури, цукор, деревина. Видобувають хром, доломіт, графіт, залізо.

## Населення
Офіційна мова штату — орія.
 Релігія — 90 % індуїсти.
У цьому штаті проживає етнічна індійська група бондо.